# Herbert Friedmann (Ornithologe)
Herbert Friedmann (* 22. April 1900 in Brooklyn, New York City; † 14. Mai 1987 im Saddleback Hospital in Laguna Hills, Kalifornien) war ein US-amerikanischer Ornithologe, zoologischer Kurator und Kunsthistoriker.

## Leben und Wirken
Sein Vater, ein Apotheker, kam um 1890 aus Litauen in die Vereinigten Staaten und ließ sich in der damals noch eigenständige Stadt Brooklyn nieder. Seine Mutter, eine Lehrerin, kam später ebenfalls aus Litauen nach. Herbert war der zweite von vier Söhnen. Mit seiner Frau Karen Juul Vejlo hatte er eine Tochter, die nach ihrer Hochzeit den Namen Karen Friedmann Beall trug. Neben den beiden überlebte ihn ebenfalls sein Bruder Ralph Friedman.
Seine produktive ornithologische Forschung enthielt bahnbrechende Studien über Kuhstärlinge und andere brutparasitäre Vögel, aber auch zuverlässige Abhandlungen über Verbreitung und Systematik von Vögeln in unterschiedlichen Gebieten rund um die Erde. Seine Leistung kann nicht nur auf die Naturwissenschaft beschränkt werden, da er zusätzlich ein angesehener Kunsthistoriker war. Während seiner gesamten Karriere war er mit Museen verbunden und galt auf diesem Gebiet als sehr einflussreich. Seine Forschungen stellte er stets in den Dienst der Gemeinschaft und er galt als Gegenpol zu vielen konkurrierenden Wissenschaftlern, so dass ihn die The New York Times sogar als „liebenswürdigen Gelehrten“ bezeichnete.
Sein Interesse an der Ornithologie entwickelte sich im Alter von 16 Jahren, als er zu Ausstellungen am American Museum of Natural History kam und an Vogelwanderungen durch verschiedene Stadtparke teilnahm. Von 1916 bis 1920 besuchte er das City College in Manhattan, das er mit dem Bachelor abschloss. In dieser Zeit studierte er Das Weben der Blutschnabelweber in Gefangenschaft, was 1922 zu seiner ersten Publikation in Zoologica führte. Diese Studie beeindruckte Charles William Beebe (1877–1962) so sehr, dass er ihn zur Bewerbung um ein Stipendium an der Cornell University riet. Friedmann bekam das Stipendium und schloss dieses 1923 unter Arthur Augustus Allen (1885–1964) mit dem Doktortitel ab. Das National Research Council und die Rockefeller-Stiftung unterstützen Friedmann von 1923 bis 1926 bei seinem Postdoktorat. Auch wenn er offiziell an der Harvard University bei William Morton Wheeler (1865–1937) tätig war, verbrachte in dieser Schaffensperiode die meiste Zeit in Südamerika und Afrika, um dort parasitäre Vögel zu studieren.
Im Jahr 1929 erschien sein erster Klassiker The cowbirds. A study in the biology of social parasitism, eine Studie über die Biologie des sozialen Parasitismus bei Kuhstärlingen. Er erkannte, dass sich sechs unterschiedliche Kuhstärlingsarten in einem oder mehreren Lebenszyklen unterschieden. Diese Erkenntnis bildeten einen fruchtbaren Boden für spätere Studien zur Koevolution, Sozialverhalten und Fortpflanzungsstrategien.
In den mittleren bis späteren 1920ern lehrte Friedmann an der Brown University und am Amherst College, bevor er 1929 Kurator in der ornithologischen Abteilung des National Museum of Natural History vom Smithsonian Institution wurde. 1959 stieg er zum leitenden Kurator der Abteilung Zoologie auf, bevor er 1961 Direktor des Natural History Museum of Los Angeles County wurde. Unter seiner Regie expandierte das Museum enorm. Zusätzlich übernahm er Verpflichtungen im Bereich Zoologie und Kunst an der University of California, Los Angeles. 1970 ging er in Rente, diente aber als emeritierter Direktor weiter dem Museum. Außerdem besuchte er im Jahr 1970 die Antarktis, um das biologische Forschungsprogramm der National Science Foundation zu überprüfen.
1930 und 1937 schrieb er zwei Bücher über die Vögel, die während der Childs Frick (1883–1965) Expedition in Äthiopien und Kenia gesammelt wurden und ebenfalls 1937 zusammen mit Arthur Loveridge über dessen Ausbeute während einer Expedition im tropischen Ostafrika. 1941, 1946 und 1950 erweiterte er das von Robert Ridgway begonnene mehrbändige Werk "Birds of North and Middle America um weitere drei Bände. 1949 folgte ein Buch unter dem Titel The Parasitic Cuckoos of Africa. 1950 und 1957 war er Co-Autor von Distributional Check-list of the Birds of Mexico, Bücher die er mit Ludlow Griscom, Alden Holmes Miller und Robert Thomas Moore zusammen herausgab. Im Jahr 1955  folgte mit The honey-guides ein Buch über Honiganzeiger, 1960 mit The parasitic weaverbirds ein Buch über parasitäre Webervögel, 1964 mit Evolutionary trends in the avian genus Clamator ein Buch über Schopfkuckucke und 1968 mit The evolutionary history of the avian genus Chrysococcyx ein Buch über die Eigentlichen Goldkuckucke.
Friedmann publizierte 17 Bücher und 315 Artikel, Rezensionen und Monographien.  Wie breit seine Themen waren, zeigte sich z. B. in einem wenig beachteten Artikel aus dem Jahr 1965, der unter dem Titel The History of our Knowledge of Avian Brood Parasitism erschien. Hierin zeigte er auf, dass das Phänomen des Brutparasitismus nicht erstmals durch Aristoteles beschrieben wurde, sondern schon 200 Jahr früher in den indischen Veden Erwähnung fand. Ein weiteres Beispiel ist The natural history background of camouflage aus dem Jahre 1942, ein Artikel, der sich mit Fragen der Tarnung auseinandersetzte.
Seine bedeutendsten kunsthistorischen Werke waren The Symbolic Goldfinch: Its History and Significance in European Devotional Art. aus dem Jahre 1946 und A Bestiary for St. Jerome: Animal Symbolism in European Religious Art. Seine Studien auf diesem Gebiet wurden von der Samuel-H.-Kress-Stiftung unterstützt, die ihm Reisen nach Europa finanzierte, damit er sich dort Kunstwerke betrachten konnte. Auch wenn Wissenschaft und Kunst sehr unterschiedlich zu sein scheinen, war er der Ansicht, dass es signifikante Ähnlichkeiten gibt. Diese provokante These publizierte er 1966 in einem Artikel mit dem Titel The significance of the unimportant in studies of nature and of art.

## Mitgliedschaften und Auszeichnungen
Im Jahr 1929 wurde er ein Fellow der American Ornithologists’ Union (A.O.U.), der er von 1937 bis 1939 als Präsident diente. Seit 1962 war er Mitglied der National Academy of Sciences (NAS). 1964 wurde ihm für sein Werk Host Relations of the Parasitic Cowbirds die William-Brewster-Medaille verliehen. Für sein Buch über Honiganzeiger bekam er 1955 die Daniel Giraud Elliot Medal der NAS. 1955 erhielt er außerdem die Joseph Leidy Memorial Medaille der Academy of Natural Sciences of Philadelphia verliehen. Seit 1976 ist er Namensgeber für die Friedmann-Nunatakker in der Antarktis.

## Dedikationsnamen
Robert William Dickerman (1926–2015) nannte 1966 zu seinen Ehren eine Unterart der Virginiaralle Rallus limicola friedmanni. Lloyd Raymond Wolfe (1891–1989) widmete ihm im Jahr 1946 Pandion haliaetus friedmanni, ein Synonym für die Nominatform des Fischadlers, Robert Thomas Moore (1882–1958) im Jahr 1947 Lophortyx gambelli haliaetus friedmanni, ein Synonym für eine Unterart der Helmwachtel (Callipepla gambelii fulvipectus), David Armitage Bannerman (1886–1979) im Jahr 1933 Pogornis bidentatus friedmanni, ein Synonym für eine Unterart des Doppelzahn-Bartvogela (Pogonornis bidentatus aequatorialis) und Pogoniulus scolopaceus friedmanni, ein Synonym für eine Unterart des Schuppenbartvogels (Pogoniulus scolopaceus flavisquamatus), Phillip Alexander Clancey (1917–2001) im Jahr 1972 Pogonocichla stellata friedmanni, ein Synonym für eine Unterart der Sternrötel (Pogonocichla stellata ruwenzorii), Herbert Girton Deignan (1906–1968) im Jahr 1947 Eurylaimus javanicus friedmanni, ein Synonym für eine Unterart des Purpurkopf-Breitrachenla (Eurylaimus javanicus pallidus), Wilfrid Wedgwood Bowen (1899–1987) im Jahr 1930 Cinnyricinclus leucogaster friedmanni, ein Synonym für die Nominatform des Amethystglanzstars (Cinnyricinclus leucogaster) sowie Claude Henry Baxter Grant (1878–1958) und Cyril Winthrop Mackworth-Praed (1891–1974) im Jahr 1934 Francolinus africanus friedmanni, ein Synonym für die Unterart des Archerfrankolinls (Scleroptila gutturalis archeri).

## Erstbeschreibungen durch Herbert Friedmann
Friedmann hat zahlreiche Arten bzw. Unterarten, die neu für die Wissenschaft waren, beschrieben. Bei einigen arbeitete er u. a. mit John Warren Aldrich (1906–1995), Herbert Girton Deignan, Wilfrid Wedgwood Bowen, Arthur Cornelius Twomey (1908–1996) und George Stuart Keith (1931–2003) zusammen. Zu den Arten  und Unterarten gehören chronologisch u. a.:

### Arten
- Schwarzkappenwürger (Malaconotus alius Friedmann, 1927)
- Chapinfeinsänger (Apalis chapini Friedmann, 1928)
- Silberwangenhornvogel (Bycanistes brevis Friedmann, 1929)
- Zweifarb-Ameisenvogel (Aprositornis disjuncta Friedmann, 1945)

### Unterarten
- Rotkappensänger (Artisornis metopias altus (Friedmann, 1927))
- Rotkopf-Samenknacker (Spermophaga ruficapilla cana (Friedmann, 1927))
- Bandgrasmücke (Curruca boehmi somalica Friedmann, 1928)
- Bergkuckuck (Cercococcyx montanus patulus Friedmann, 1928)
- Grauwangen-Buschdrossling (Illadopsis rufipennis distans (Friedmann, 1928))
- Kronenkiebitz (Vanellus coronatus demissus (Friedmann, 1928))
- Schmuckflughuhn (Pterocles decoratus loveridgei (Friedmann, 1928))
- Madagaskar-Rotschnabelbülbül (Hypsipetes madagascariensis grotei (Friedmann, 1929))
- Gelbkehlpieper (Macronyx croceus vulturnus Friedmann, 1930)
- Weißflügelstar (Neocichla gutturalis angusta Friedmann, 1930)
- Somalisperling (Passer castanopterus fulgens Friedmann, 1931)
- Karroheckensänger (Cercotrichas coryphoeus abbotti (Friedmann, 1932))
- Weißkehlgirlitz (Crithagra albogularis sordahlae (Friedmann, 1932))
- Gelbschnabelwürger (Corvinella corvina caliginosa Friedmann & Bowen, 1933)
- Schneckenweih (Rostrhamus sociabilis levis Friedmann, 1933)
- Langschnabelweih (Chondrohierax uncinatus mirus Friedmann, 1934)
- Prachtadler (Spizaetus ornatus vicarius Friedmann, 1935)
- Orient-Zwergohreule (Otus sunia distans Friedmann & Deignan, 1939)
- Orangekopftangare (Thlypopsis sordida orinocensis Friedmann, 1942)
- Douglaswachtel (Callipepla douglasii impedita Friedmann, 1943)
- Douglaswachtel (Callipepla douglasii teres (Friedmann, 1943))
- Helmwachtel (Callipepla gambelii ignoscens Friedmann, 1943)
- Kragenhuhn (Bonasa umbellus affinis Aldrich & Friedmann, 1943)
- Kragenhuhn (Bonasa umbellus castanea Aldrich & Friedmann, 1943)
- Kragenhuhn (Bonasa umbellus incana Aldrich & Friedmann, 1943)
- Kragenhuhn (Bonasa umbellus phaios Aldrich & Friedmann, 1943)
- Langschwanzwachtel (Dendrortyx macroura diversus Friedmann, 1943)
- Schweifhuhn (Tympanuchus phasianellus caurus (Friedmann, 1943))
- Fleckenwachtel (Colinus leucopogon incanus Friedmann, 1944)
- Bindenschwanz-Nachtschwalbe (Nyctiprogne leucopyga exigua Friedmann, 1945)
- Bindenschwanz-Nachtschwalbe (Nyctiprogne leucopyga latifascia Friedmann, 1945)
- Braunkinnsittich (Brotogeris chrysoptera tenuifrons Friedmann, 1945)
- Bergtinamu (Nothocercus bonapartei discrepans Friedmann, 1947)
- Rotrückenzaunkönig (Thryophilus rufalbus transfinis Friedmann, 1947)
- Rotschnabel-Pfeifgans (Dendrocygna autumnalis fulgens Friedmann, 1947)
- Krickente (Anas crecca nimia Friedmann, 1948)
- Sumpfohreule (Asio flammeus pallidicaudus Friedmann, 1949)
- Natalhonigfresser (Promerops gurneyi ardens Friedmann, 1952)
- Weißbauch-Feinsänger (Apalis rufogularis kigezi Keith, Twomey & Friedmann, 1967)

## Schriften (Auswahl)
- The weaving of the red-billed weaver bird in captivity. In: Zoologica; scientific contributions of the New York Zoological Society. Band 2, Nr. 16, 1922, S. 355–372 (biodiversitylibrary.org).
- New Birds from Tanganyika Territory. In: Proceedings of the New England Zoölogical Club. Band 10, 1927, S. 3–7 (books.google.de).
- Two New Birds from Tanganyika Territory. In: Proceedings of the New England Zoölogical Club. Band 10, 1928, S. 47–50 (books.google.de).
- Notes on Parisoma bohmi with a description of a new race. In: Proceedings of the New England Zoölogical Club. Band 10, 1928, S. 51–53 (books.google.de).
- A new sand grouse and a new courser from Tanganyika territory. In: Proceedings of the New England Zoölogical Club. Band 10, 1928, S. 79–81 (books.google.de).
- A new cuckoo from Tanganyika territory. In: Proceedings of the New England Zoölogical Club. Band 10, 1928, S. 83–84 (books.google.de).
- Descriptions of a dove and a rail from Tanganyika territory. In: Proceedings of the New England Zoölogical Club. Band 10, 1928, S. 87–89 (books.google.de).
- The geographical variations of the crowned plover, Stephanibyx comnatus. In: Proceedings of the New England Zoölogical Club. Band 10, 1928, S. 91–97 (books.google.de).
- The cowbirds. A study in the biology of social parasitism. Charles C. Thomas, Springfield, Illinois 1929.
- Two east African barbets. In: Proceedings of the New England Zoölogical Club. Band 11, 1929, S. 35–36 (books.google.de).
- The Gloriosa race of Ixocincla madagascariensis. In: Proceedings of the Biological Society of Washington. Band 42, 1929, S. 215–216 (biodiversitylibrary.org).
- The geographic variations of Neocichla gutturalis (Bocage). In: Journal of the Washington Academy of Sciences. Band 20, 1930, S. 434–435 (biodiversitylibrary.org).
- Notes on geographic variations in the genus Macronyx with description of two new races. In: Occasional papers of the Boston Society of Natural History. Band 5, 1930, S. 263–266 (biodiversitylibrary.org).
- Birds Collected by the Childs Frick Expedition to Ethiopia and Kenya Colony. 1: Non-Passeres. United States Governing Printing Office, Washington 1930 (repository.si.edu [PDF; 37,9 MB]).
- The geographic forms of the Somaöi Sparrow, Passer castanopterus Blyth. In: Occasional papers of the Boston Society of Natural History. Band 5, 1931, S. 427–428 (biodiversitylibrary.org).
- Two birds new to science from Great Namaqualand. In: Proceedings of the Biological Society of Washington. Band 45, 1932, S. 65–66 (biodiversitylibrary.org).
- mit Wilfrid Wedgwood Bowen: The Geographic variation in the yellow- billed shrike, Corvinella corvina. In: Proceedings of the Biological Society of Washington. Band 46, 1933, S. 121–122 (biodiversitylibrary.org).
- The Cuban race of the snail kite, Rostrhamus sociabilis (Vieillot). In: Proceedings of the Biological Society of Washington. Band 46, 1933, S. 199 (biodiversitylibrary.org).
- The hawks of the genus Chondrohierax. In: Journal of the Washington Academy of Sciences. Band 24, 1934, S. 310–318 (biodiversitylibrary.org).
- A new race of the crested eagle-hawk, Spizaetus ornatus. In: Journal of the Washington Academy of Sciences. Band 25, 1935, S. 450–451 (biodiversitylibrary.org).
- Birds Collected by the Childs Frick Expedition to Ethiopia and Kenya Colony. 2: Passeres. United States Governing Printing Office, Washington 1937 (repository.si.edu [PDF; 37,0 MB]).
- mit Arthur Loveridge: Notes on the ornithology of tropical East Africa. In: Bulletin of the Museum of Comparative Zoology at Harvard College. Band 85, 1937, S. 1–413 (biodiversitylibrary.org).
- mit Herbert Girton Deignan: Notes on some Asiatic owls of the genus Otus, with description of a new form. In: Journal of the Washington Academy of Sciences. Band 29, 1939, S. 287–291 (biodiversitylibrary.org).
- A new tanager from Venezuela. In: Proceedings of the Biological Society of Washington. Band 55, 1942, S. 85–86 (biodiversitylibrary.org).
- The natural-history background of camouflage. In: Publication (Smithsonian Institution) 3700. Nr. 5, 1942, S. 1–17 (biodiversitylibrary.org).
- A new race of sharp-tailed grouse. In: Journal of the Washington Academy of Sciences. Band 33, 1943, S. 189–191 (biodiversitylibrary.org).
- A new wood quail of the genus Dendrortyx. In: Journal of the Washington Academy of Sciences. Band 33, 1943, S. 272–273 (biodiversitylibrary.org).
- Critical notes on the avian genus Lophortyx. In: Journal of the Washington Academy of Sciences. Band 33, 1943, S. 369–371 (biodiversitylibrary.org).
- mit John Warren Aldrich: A Revision of the Ruffed Grouse. In: The Condor. Band 45, Nr. 3, 1943, S. 85–103 (sora.unm.edu [PDF; 1,6 MB]).
- A review of the forms of Colinus leucopogon (Lesson). In: Proceedings of the Biological Society of Washington. Band 57, 1944, S. 15–16 (biodiversitylibrary.org).
- A new ant-thrush from Venezuela. In: Proceedings of the Biological Society of Washington. Band 58, 1945, S. 83–84 (biodiversitylibrary.org).
- Two new birds from the Upper Rio Negro, Brazil. In: Proceedings of the Biological Society of Washington. Band 58, 1945, S. 113–115 (biodiversitylibrary.org).
- The genus Nyctiprogne. In: Proceedings of the Biological Society of Washington. Band 58, 1945, S. 117–119 (biodiversitylibrary.org).
- Geographic Variations of the Black-Bellied, Fulvous, and White-Faced Tree Ducks. In: The Condor. Band 49, Nr. 5, 1947, S. 189–195 (sora.unm.edu [PDF; 568 kB]).
- A New Wren from Chiapas, Mexico. In: The Auk. Band 64, Nr. 1, 1947, S. 128 (sora.unm.edu [PDF; 70 kB]).
- Colombian birds collected by brother Nicéforo. In: Caldasia. Band 4, Nr. 20, 1947, S. 471–494 (revistas.unal.edu.co).
- The Green-winged teal of the Aleutian Island. In: Proceedings of the Biological Society of Washington. Band 61, 1948, S. 157–158 (biodiversitylibrary.org).
- A new heron and a new owl from Venezuela. In: Smithsonian miscellaneous collections. Band 111, Nr. 9, 1949, S. 1–3 (biodiversitylibrary.org).
- The Long-tailed Sugarbird of eastern Rhodesia. In: Journal of the Washington Academy of Sciences. Band 42, 1952, S. 31–32 (biodiversitylibrary.org).
- Host Relations of the Parasitic Cowbirds. United States National Museum, Washington 1963 (repository.si.edu [PDF; 18,5 MB]).
- The History of our Knowledge of Avian Brood Parasitism. In: Centaurus. Band 10, Nr. 4, 1965, S. 282–304, doi:10.1111/j.1600-0498.1965.tb00628.x.
- mit George Stuart Keith, Arthur Cornelius Twomey: A new subspecies of Apalis rufogularis (Fraser) from Uganda. In: Bulletin of the British Ornithologists' Club. Band 87, Nr. 9, 1967, S. 165 (biodiversitylibrary.org).